# Kaščica
Kaščica (tudi Loknarjevo brezno ali Loknarjeva prepadnica) je kapniška jama v Beli Krajini. Leži v bližini vasi Zapudje v občini Črnomelj. To je najglobja znana jama na Poljanski gori in s tem tudi v Beli Krajini. Izjemna je po pestrosti kapniških oblik v jugovzhodni Sloveniji.
Vhod v brezno je v gozdu zahodno od vasi Zapudje, nekaj 100 m jugovzhodno od vrha Vušec (616 m). 55 m globoko vhodno brezno vodi v prostrano dvorano, ki se strmo spušča do vodoravnega rova v globini 100 m. Rov ima dimenzije 10 x 10 m, je lepo zasigan in ima več jezerc kapnice. Jama je del starejšega vodnega rova, ki je že precej spremenjen s podori in sigo - sigove kope, ponvice in sigovi slapovi. Na stenah so kijasti stalaktiti in zavese. Ponekod je odložena plastovita ilovica.
S stranskimi rovi jama meri 225 m, od vhoda do najnižje točke je globoka 110 m.

## Rovi in dvorane v jami
- Pavletov rov
- Velika dvorana
- Brezno treh
- Lojzetov prehod
- Mala dvorana
- Nacetova dvorana